# Côte-des-Neiges

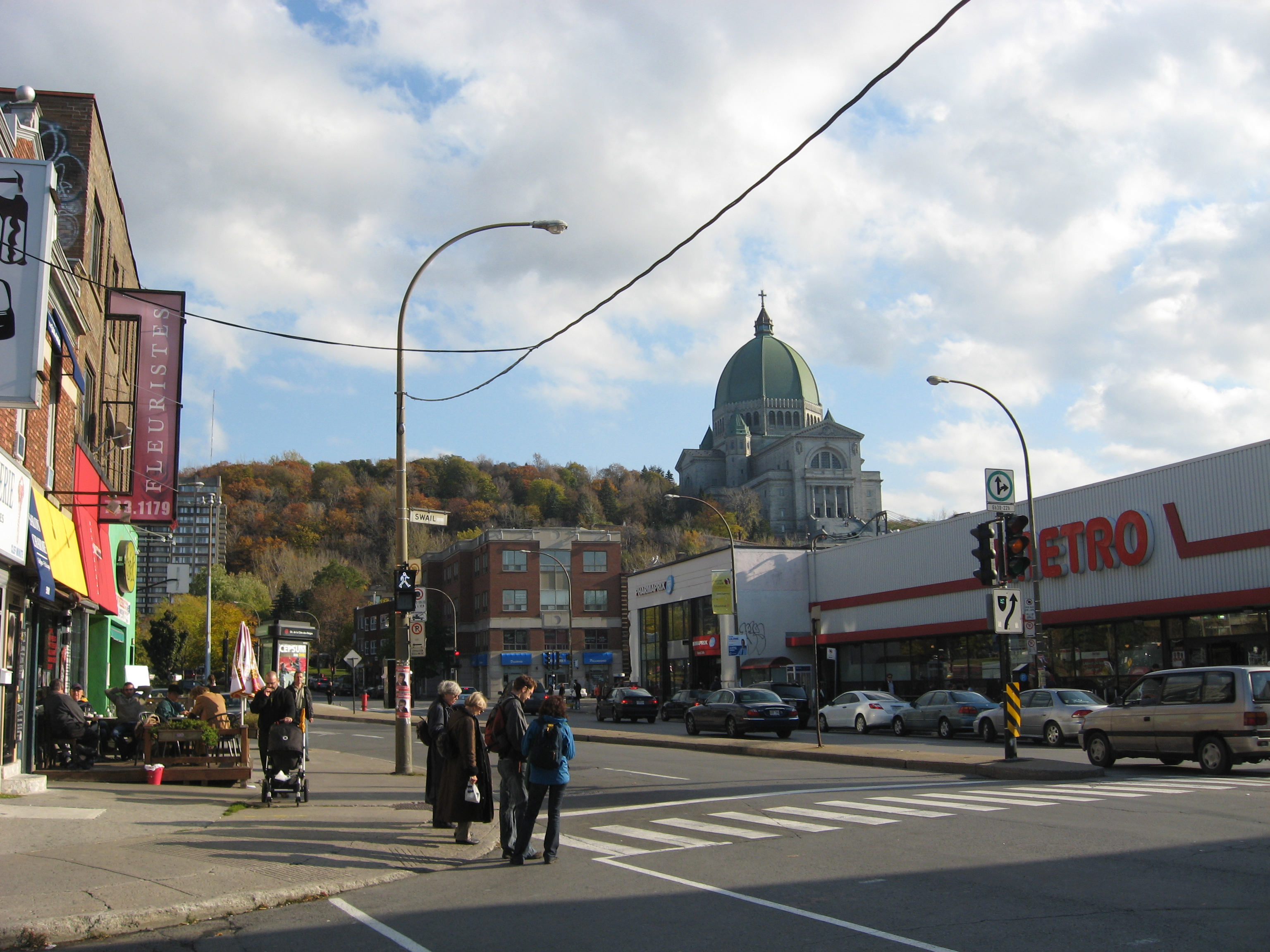
Chemin de la Côte-des-Neiges, met het Oratoire Saint-Joseph op de achtergrond

Côte-des-Neiges is een wijk van de stad Montréal, in de Canadese provincie Québec. De wijk is sinds 2002 onderdeel van het arrondissement Côte-des-Neiges-Notre-Dame-de-Grâce, en is gelegen op de noordoostflank van de Mont Royal.
De Côte-des-Neiges heeft een gemengde bevolkingssamenstelling. Immigranten zijn er sterk vertegenwoordigd en studenten zijn in groten getale aanwezig vanwege de nabijheid van de campus van de Université de Montréal en de daaraan gelieerde instituten. In de wijk zijn verder particuliere scholen (Collège Notre-Dame en Collège Brébeuf) en zeven ziekenhuizen, waaronder het Jewish General Hospital en het kinderziekenhuis Sainte-Justine. De wijk heeft drie metrostations aan de "blauwe lijn".
De bebouwing bestaat grotendeels uit appartementenblokken en portiekflats van vier tot vijf verdiepingen hoog, gebouwd in het midden van de twintigste eeuw. Er staan echter ook eengezinswoningen en villa's, en een enkele hoogbouwflat.

## Bezienswaardigheden
- Oratorium van de Heilige Jozef (Oratoire Saint-Joseph)
- Begraafplaats Notre-Dame-des-Neiges
- Mont Royal

## Onderwijs
- Universiteit van Montréal (Université de Montréal)
- HEC Montréal
- École Polytechnique (Montréal)